# Здание Вологодской духовной семинарии
Здание Вологодской духовной семинарии — трёхэтажный большой особняк начала XVIII века постройки улице Ленина в городе Вологде Вологодской области. Памятник истории и культуры регионального значения. В настоящее время часть здания занимает Вологдский государственный университет, а часть подразделения Вологодского УВД.

## История
Изначально Вологодская духовная семинария размещалась на кремлёвском подворье в архиерейском доме. В начале XVIII века самые большие каменные строения располагались на берегу реки на Нижнем посаде крупнейших монастырей и это были соляные амбары Кирилло-Белозерского монастыря. Эти здания были вытянуты в длину и были построены в два этажа. Они имели толстые стены и тяжелые своды в нижнем этаже восточного крыла. В 1781 году эти строения были приспособлены для «присутственных мест», а в соответствии с указом Синода от 1797 году определены для нужд Вологодской духовной семинарии. В новом здании проходили бесплатное обучение более 500 семинаристов.
В середине XIX века для нужд семинарии был сооружён главный корпус, фасадом выходящий на набережную реки, а чуть позже был возведён западный корпус. В конце XIX века был возведён и третий этаж. Здесь семинария размещалась до социалистической революции 1917 года.
В 1918 году особняк был отдан для организации работы Пролетарского университета. Здесь стали готовить руководящие кадры для народного хозяйства новой советской власти. Затем университет был реорганизован и стал рабфаком молочно-хозяйственного института. С 1918 по 1923 годы в этом здании размещался и Вологодский педагогический институт. В сентябре 1919 году он стал называться Институтом народного образования, а в 1923 году реорганизован в педагогический техникум.

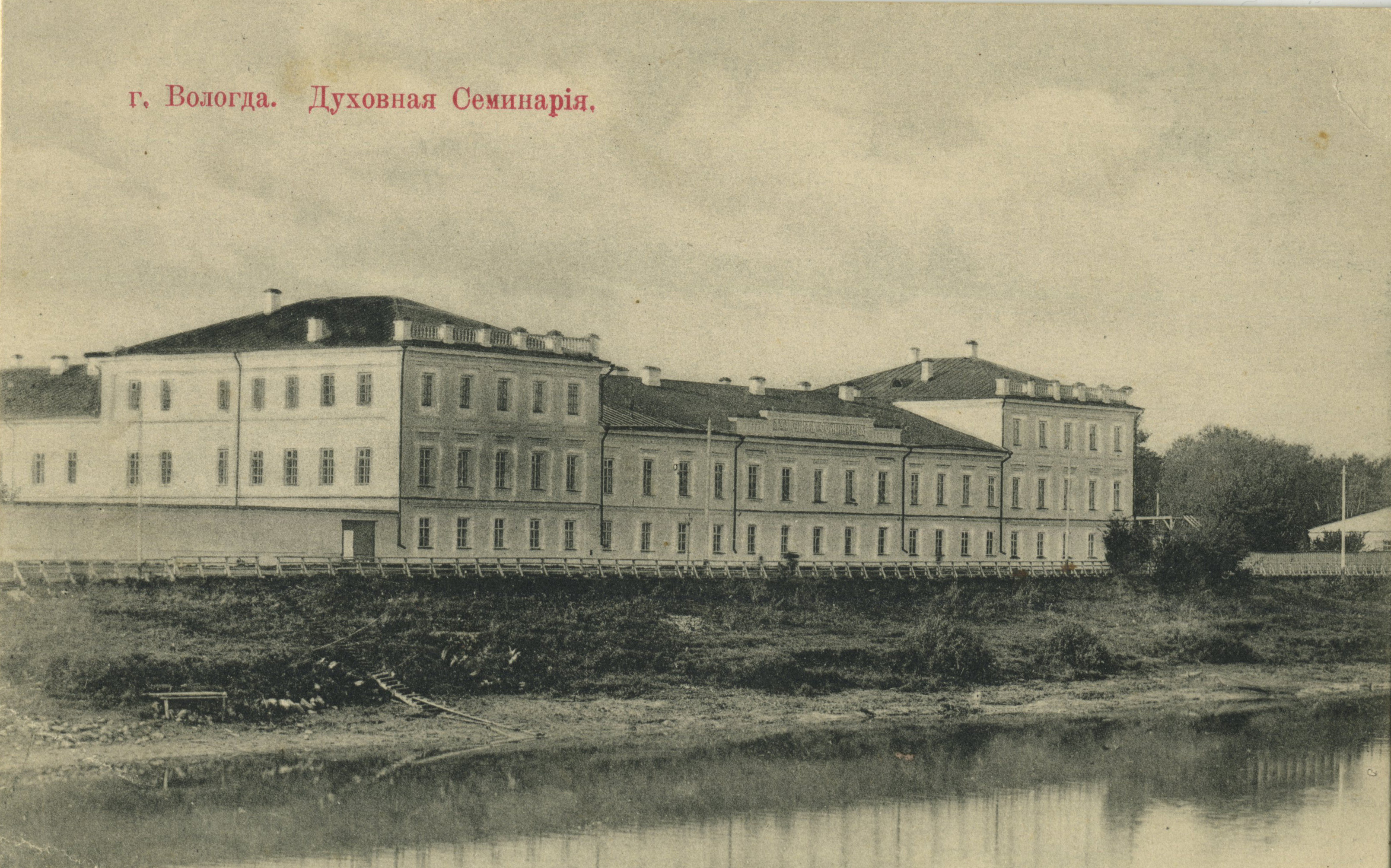
Вид с реки Вологда

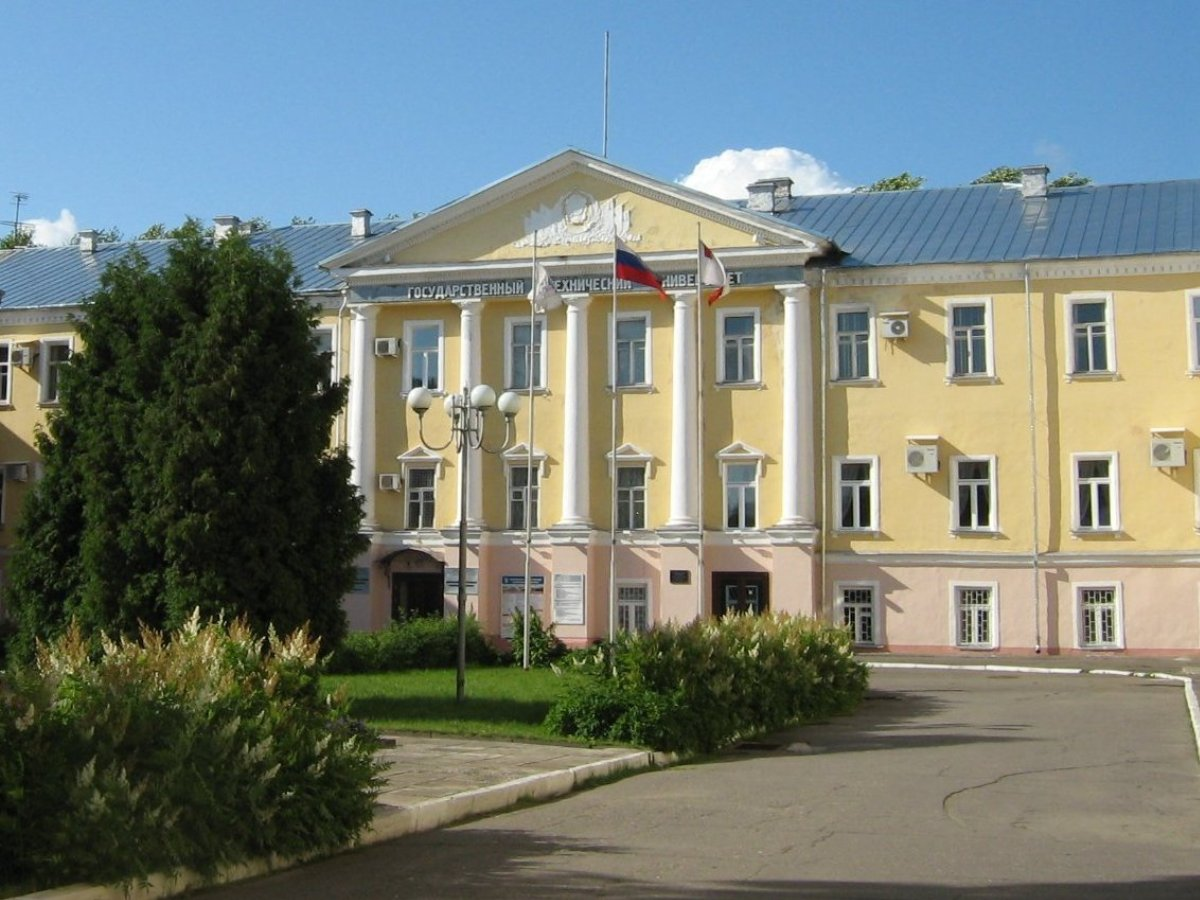
Ректорат ВоГУ

## Архитектура
Строение кирпичное трехэтажное, оштукатуренное, П-образной формы, крыльями располагается на улице Ленина. Фронтоны с колоннами коринфского ордера выделяют центральную часть здания северного фасада, а по горизонтали членится межэтажным тянутым карнизом. Руст украшает первый этаж. Тонкопрофилированные наличники, сандирики и ложный замковый камень обрамляют прямоугольные окна.
Третий этаж восточного крыла был возведён по проекту вологодского архитектора Н. Н. Смирнова в 1954 году.

## Современное состояние
В настоящее время здание продолжает использоваться в качестве учебного заведения. Здесь, в одном из корпусов № 5 Вологодского государственного университета, разместился ректорат. Также в строении размещаются подразделения Вологодского УВД — миграционная служба и наркоконтроль.